# Nerodia floridana
Nerodia floridana är en ormart som beskrevs av Goff 1936. Nerodia floridana ingår i släktet Nerodia och familjen snokar. Inga underarter finns listade i Catalogue of Life.
Arten förekommer i nästan hela Florida samt i angränsande områden av Alabama och Georgia. En avskild population lever i låglandet i South Carolina. Denna orm vistas i regioner med vattenansamlingar som insjöar, dammar, pölar, långsamt flytande vattendrag, risodlingar och träskmarker. Den besöker ibland bräckt vatten. Individerna syns ofta vilande på gräset eller på grenar intill vattnet. De använder även bon av bisam som gömställe. Nerodia floridana kan under natten vandra längre sträckor över land.
Under historien blev arten i begränsande regioner sällsynt efter användning av insektsgiftet DDT. För det aktuella beståndet är inga hot kända. IUCN kategoriserar arten globalt som livskraftig.